# Mala vita
«Mala vita» (с итал. — «Дурная жизнь») — итальянская опера в трёх действиях композитора Умберто Джордано, либретто написал Никола Даспуро. Опера является адаптацией одноимённой пьесы Сальваторе Ди Джакомо и Гоффредо Когнетти. Премьера оперы состоялась 21 февраля 1892 года в римском Театро Арджентина. Опера также исполнялась в Неаполе, Вене, Берлине, Милане и других итальянских городах в течение следующих двух лет. 
В 1897 году в Милане состоялась премьера значительно переработанной версии оперы под названием «Il voto» (с итал. — «Обет»). Среди редких современных возрождений оперы — выступление 2002 года в Театре Умберто Джордано в Фодже, живая запись выступления была выпущена на лейбле Bongiovanni.
Опера, как и пьеса, послужившая первоисточником для неё, рассказывает о любовном треугольнике в трущобном районе Неаполя начала XIX века.

## Создание
«Mala vita» стала первой трёхактной оперой Джордано, но обязана своим существованием более ранней одноактной опере «Marina», которую автор сочинил будучи ещё студентом неаполитанской Консерватории Сан-Пьетро-а-Майелла. В июле 1888 года миланский музыкальный издатель Эдоардо Сонцоньо объявил конкурс для молодых итальянских композиторов, у которых ещё не было оперы на сцене. Конкурсантам было предложено представить одноактную оперу, которая будет оценена жюри из пяти выдающихся итальянских критиков и композиторов. Три лучших произведения были бы поставлены в Риме за счёт Сонцоньо. На этот конкурс Джордано представил «Марину». Когда в марте 1890 года были объявлены победители, из 72 участников были выбраны три работы: «Labilia» Николлы Спинелли, «Rudello» Винченцо Феррони и «Cavalleria rusticana» Пьетро Масканьи, последняя была удостоена главной премии. «Марина» Джордано получила одно из 13 «почётных упоминаний». Аминторе Галли, музыкальный консультант Сонцоньо, убедил издателя предложить молодому Джордано написать большую оперу.
Огромный успех «Сельской чести», основанный на одноимённой веристской пьесе Джованни Верга заставил обратиться к схожей истории — пьесе «Mala vita» Сальваторе Ди Джакомо и Гоффредо Когнетти, написанной в 1888 году. Пьеса с историей в неаполитанских трущобах в канун фестиваля Пьедигротта, в свою очередь, была основана на рассказе Ди Джакомо «Il voto» (с итал. — «Обет»). Для адаптации пьесы в формат оперы Сонцоньо нанял либреттиста Никола Даспуро. Он был представителем Сонцоньо в Неаполе, был автором либретто, поставленной в 1891 оперы «Друг Фриц» Пьетро Масканьи. Его либретто для «Mala vita», преобразованное из прозаической пьесы на неаполитанском диалекте в итальянский стих, тем не менее, оставалось очень верным первоисточнику, сохранив метафоры, идиомы и трёхактную структуру. Лишь малая часть первого акта пьесы была опущена для оперы с целью сжать действие. Несмотря на трёхактную структуру, опера имеет продолжительность всего 74 минуты, что меньше, чем даже у многих представлений одноактной «Сельской чести» Масканьи.
Партитура Джордано широко использует идиомы неаполитанской народной музыки, которые наиболее заметны в трёх сценических частях финального акта: серенада Вито «Canzon d'amor», тарантелла, которую танцуют женщины, собирающиеся отправиться на фестиваль Пьедигротта и предложенная Аннетелло новая песня для фестиваля «Ce sta, ce sta nu muto caice accussì». Последняя поётся на неаполитанском диалекте, слова написаны Ди Джакомо специально для оперы.

## Роли
| Роль                                    | Певческий голос | Исполнитель (премьера, 21 февраля 1892) |
| --------------------------------------- | --------------- | --------------------------------------- |
| Вито, красильщик с туберкулёзом         | тенор           | Роберто Станьо                          |
| Аннетелло, кучер                        | баритон         | Отторино Белтрами                       |
| Кристина, проститутка                   | сопрано         | Джемма Беллинчони                       |
| Амалия, жена Аннетелло и любовница Вито | меццо-сопрано   | Эмма Леонарди                           |
| Марко, парикмахер                       | бас             | Франческо Николетти                     |
| Нунция, парикмахер                      | меццо-сопрано   | Джулия Спорени                          |

## Сюжет
Действие оперы разворачивается в трущобах неаполитанского квартала Порто в 1810 году, за несколько дней до начала фестиваля Пьедигротта.

### Первый акт

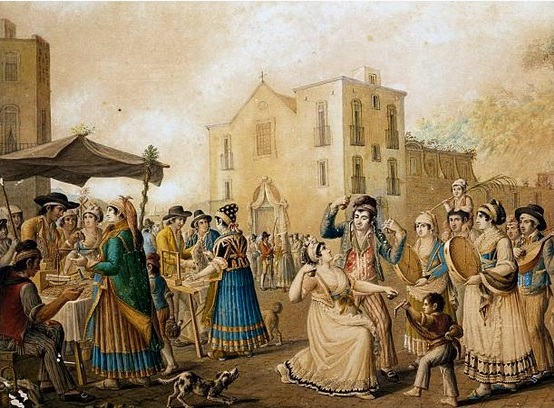
Фестиваль Пьедигротта (1813)

Толпа собралась у мастерской красильщика Вито. Парикмахер Нунция рассказывает собравшимся, что у больного туберкулёзом Вито случился ещё один приступ. Парикмахер Марко вместе с толпой судачат, что болезнь Вито послана Богом в наказание за его роман с женой Аннетелло, Амалией. Кашляющего кровью в платок Вито на площадь ведут его друзья, толпа умолкает. Вито говорит, что хотел бы умереть, но Нунция советует ему попробовать помолиться за исцеление. Он опускается на колени перед храмом распятия на площади и поёт страстную молитву: «O Gesù mio...». Вито просит божьего прощения и исцеления, и клянётся, что взамен он женится на «падшей женщине» и спасёт её от греховной жизни. Толпа расходится, а Амалия, услышавшая молитву, требует у Вито объяснений, но тот отказывается отвечать и уходит в свою мастерскую.
Приходит выпивший Аннетелло, который, очевидно, не подозревает о связи своей жены с Вито, хотя этот факт общеизвестен. Он спрашивает Марко, правдива ли история о клятве Вито, на что тот отвечает утвердительно. Аннетелло поёт песню «Tutto è già pronto» («Всё уже готово») о приближающемся фестивале в Пьедигротте, к нему присоединяются мальчики и мужчины на площади. После песни он отправляется в таверну. На площади, разговаривая с Марко, появляется Вито, когда из окна борделя падает цветок и приземляется у его ног. Из борделя за водой выходит проститутка Кристина. Вито говорит ей, что она прекрасна и не позволяет уйти не рассказав о своей жизни. Кристина признаётся, что ей часто снилось как мужчина влюбится в неё и спасет от грешной жизни.
К радости Кристины Вито сообщает ей, что именно он спасет её. Аннетелло появляется из таверны ещё больше опьянев. Он отпускает издёвки над Вито и подходит к Кристине, которую узнал по визитам в бордель. Вито отталкивает его и вновь напоминает обезумевшей Кристине, что женится на ней. Марко, Аннетелло и толпа объявляют Вито святым за его великодушие к падшей женщине, а Кристина говорит Вито, что обожает его и будет его рабыней.

### Второй акт
Амалия шьёт в своём доме и с тревогой смотрит в окно, ожидая визита Нунции. Приходит Нунция и рассказывает о готовящемся браке между Вито и Кристиной. Амалия просит привести к ней Кристину. Вскоре с друзьями является Аннетелло, он дразнит Нунцию, наполняет бокалы вином и с друзьями поёт «Le mogli, in genere, son capricciose» («Жены, как правило, капризные»). Амалия возмущена, друзьям приходится вывести Аннетелло на улицу.
Когда Нунция возвращается с Кристиной, Амалия признаётся ей, что тоже страстно влюблена в Вито и её счастье не может длиться долго. Она умоляет Кристину расторгнуть брак, предлагает ей деньги и, наконец, угрожает ножом. Кристина непреклонна. Нунция убеждает Амалию бросить нож и успокоиться.
После ухода Нунции и Кристины в дом Амалии приходит Вито. Он просит оставить Кристину в покое, а на попытки Амалии возобновить роман отвечает холодностью.  Снаружи начинается сильная гроза. Амалия бросается в объятия Вито, и он больше не может ей сопротивляться. Когда вспыхивает молния, Кристина с улицы видит в окно обнимающихся Вито и Амалию. Она зовёт Вито, но Амалия закрывает ставни.

### Третий акт

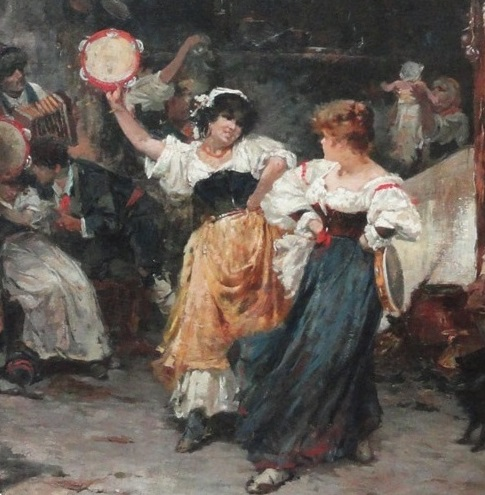
Энрике Бернарделли. Тарантелла (1886)

В день фестиваля Пьедигротта площадь у мастерской Вито полна людей. Вито поёт песню о любви «Canzon d'amor—che l'ala d'or». Женщины, ожидающие отъезда на фестиваль, поют о своих надеждах влюбиться, а затем танцуют тарантеллу. Приезжают наряженные люди во главе с Аннетелло, который восхваляет еду и питьё в «Ce sta, ce sta nu mutto ca dice accussì». Он уводит всех на фестиваль, оставляя Вито на площади в одиночестве.
Когда Вито закрывает свою мастерскую, к нему приходит Кристина с вопросом о том, любит ли её до сих пор Вито. Он жестоко отвечает, что она знает всё о любви, а затем указывает на бордель, доведя этим девушку до слёз. Вито объясняет, что хотя ему жаль её, он не может бросить Амалию. Появляется Амалия, элегантно одетая для фестиваля, и говорит Вито, что заказанная ею карета скоро прибудет. Кристина умоляет Вито в последний раз вспомнить клятву и не оставлять её. Хотя Вито и расстроен её слезами, он уходит с Амалией.
Теперь Кристина, оставшись одна, перед храмом поёт «Lascia quei cenci» («Оставь эти тряпки») — о своём горе и о том, как ей хотелось, чтобы кто-то спас её от грязной жизни, но в конце концов Бог отказал ей в её желании. За сценой раздаются голоса, поющие песню Аннетелло в сопровождении гитар и мандолин. Кристина внезапно бежит к борделю, стучит в дверь, а затем теряет сознание. Занавес опускается.

## Запись
В декабре 2002 года «Преступная жизнь» была поставлена в Городском театре имени Умберто Джордано в Фодже. Главные роли исполнили Маурицио Грациани (Вито), Массимо Симеоли (Аннетелло), Паола Ди Грегорио (Кристина), Мария Микколи (Амалия), Антонио Реа (Марко), Тициана Португальская (Нунция). Запись оперы была выпущена лейблом Bongiovanni.